# Збуратор
Збуратор е свръхестествено същество в румънския фолклор, описано като „скитащ дух, който прави любов с девойките през нощта“. Според класификацията на Джордже Кълинеску е, заедно с епоса Миорица и легендите за майстор Манол и Баба Докия – един от четирите основни румънски мита.
Збураторът се оприличава на инкуб и се описва като злонамерен демон действащ по "съновно-еротичен" начин, т.е. посещаващ жени в сънищата им под маската на красив млад мъж. Збураторът е змей-сдухач.
Историята на Збуратор е записана първо от Димитрие Кантемир, който пише за мита за него в «Descriptio Moldaviae» (1714–1716). Според вярванията на молдаваните това е „призрак, млад, красив мъж, който идва посред нощ при жените, особено наскоро женени и прави неприлични неща с тях, въпреки че не може да бъде видян от други хора, нито дори от тези, които го преследват”.